# Sassafras randaiense
Sassafras randaiense là một loài thực vật thuộc họ Lauraceae. Đây là loài đặc hữu của Đài Loan. Nó hiện đang bị đe dọa vì mất môi trường sống.

## Phân loại
S. randaiense được một số nhà thực vật học xếp vào chi riêng biệt với danh pháp là Yushunia randaiensis, nhưng điều này không được chứng cứ di truyền học hỗ trợ, do nó chỉ ra rằng Sassafras là đơn ngành khi gộp cả Yushunia randaiensis.

## Mô tả
S. randaiense là cây gỗ lá sớm rụng kích thước trung bình, với đường kính thân cây ngang ngực tới 70 cm. Vỏ cây màu nâu sẫm, nứt theo chiều dọc. Lá mọc so le, hình tà hành-hình trứng dài 10–15 cm và rộng 5–6 cm, nhẵn nhụi mặt trên và có phấn mặt dưới. Hình dạng lá biến động, với phần lớn lá là nguyên không chia thùy, nhưng lá với 2-3 thùy có thể tìm thấy trên một số cây, một đặc trưng nó chia sẻ với các loài ở Bắc Mỹ là S. albidum và loài tuyệt chủng là †S. hesperia. Lá của S. randaiense có đỉnh nhọn và đáy nhọn hoặc tù. Các hoa lưỡng tính. và mọc gần đầu cành thành các chùy hoa dài 3 cm. Quả hình cầu, đường kính 6–7 mm, có cuống to, dài 2,5–3 cm. Ra hoa tháng 2, quả chín tháng 10.

## Phân bố
S. randaiense được tìm thấy trong các khu rừng cây lá rộng thường xanh, ở cao độ 900–2.400 mét (3.000–7.900 ft) trên khắp đảo Đài Loan.

## Phân biệt vớiSassafras albidum
Cùng với S. tzumu, S. randaiense được phân biệt với các loài Bắc Mỹ S. albidum và S. hesperia (tuyệt chủng) nhờ một số đặc điểm quan trọng, bao gồm việc chúng có thể có cả hoa đực và hoa cái trên cùng một cây, trong khi các loài Bắc Mỹ là đơn tính khác gốc (các cây riêng lẻ chỉ có hoặc là các hoa đực hoặc là các hoa cái). Dữ liệu phân tử cũng chỉ ra một số khác biệt giữa các loài Đông Á và các loài Bắc Mỹ.

## Thư viện ảnh

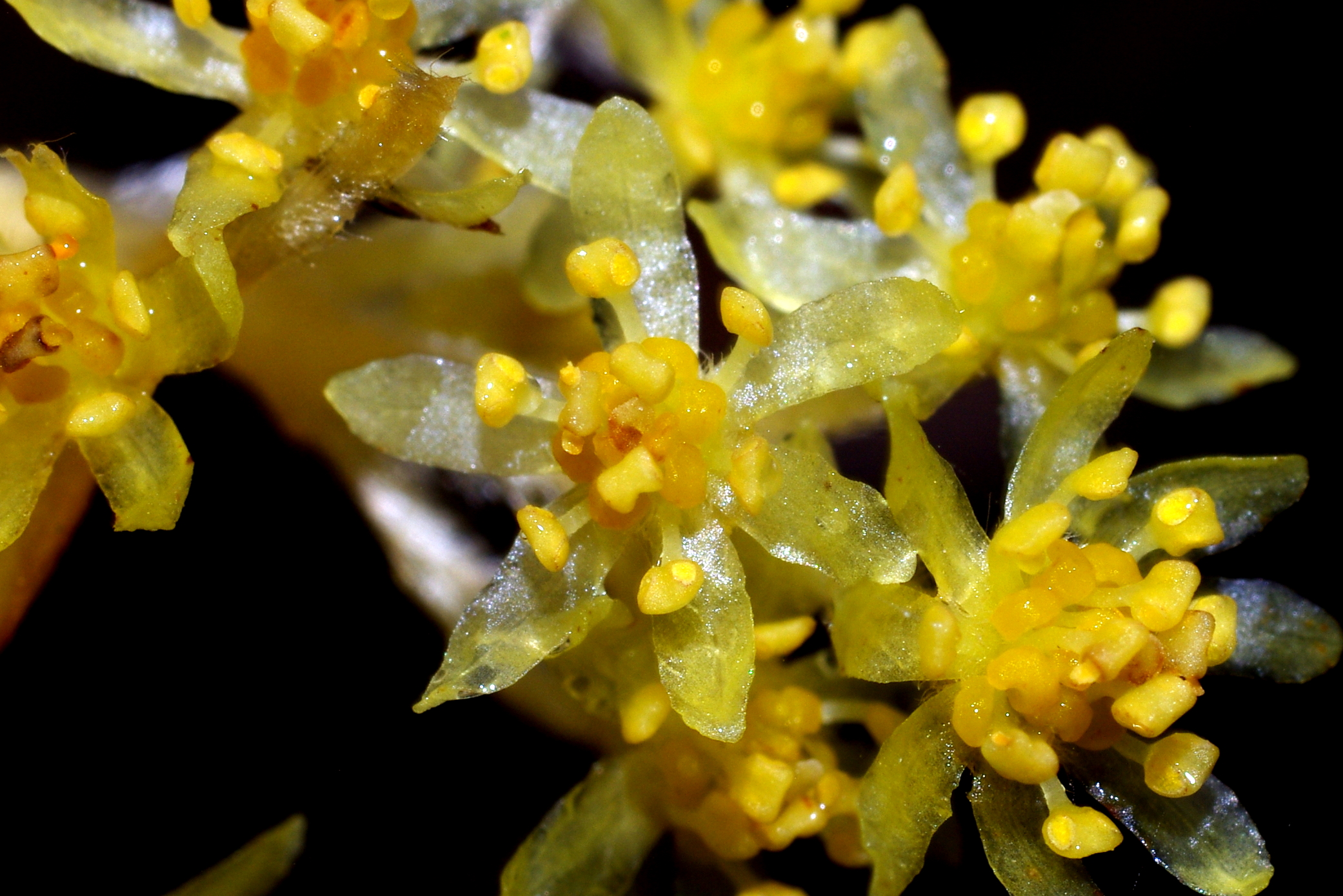
Hoa lưỡng tính của S. randaiense.